# Cliff Gleaves
Cliff Gleaves (* 2. September 1929 in Jackson, Tennessee; † 4. Juni 2002) war ein US-amerikanischer Rockabilly-Musiker und DJ. Gleaves war zudem ein enger Mitarbeiter und Freund Elvis Presleys.

## Leben
Cliff Gleaves begann seine Karriere als Radio-DJ in seinem Geburtsort Jackson. 1956 lernte Gleaves den damals noch sehr jungen Elvis Presley kennen, der gerade mit Heartbreak Hotel für RCA Victor seinen ersten Nummer-eins-Hit verzeichnet hatte. Presley lud Gleaves ein, ihn nach Hollywood zu begleiten, wo Presleys Film Love Me Tender (Deutscher Titel: Pulverdampf und heiße Lieder) gedreht wurde.
Am 4. Dezember 1956, dem Tag des Million Dollar Quartets, war Gleaves ebenfalls im Sun Studio in Memphis, als Presley zusammen mit Carl Perkins, Jerry Lee Lewis und Johnny Cash seine Jam-Aufnahmen machte. Gleaves entwickelte sich schnell zu einem von Presleys engsten Freunden und Mitarbeitern, wohnte auf seinem Anwesen Graceland und begleitete ihn am 4. Januar 1957 zu Presleys Musterung im Kennedy Veterans Hospital in Memphis.
Trotz der Arbeit mit Presley fand Gleaves auch Zeit, seine eigene Karriere voranzutreiben. Im September 1957 erschien auf Jack Clements kurzlebigem Summer-Label seine erste Platte Love Is My Business / Easy Goin‘ Guy, die jedoch nicht die Charts erreichte. 1958 machte Gleaves für Sun Records einige unveröffentlichte Aufnahmen, darunter auch eine neue Version von Love Is My Business. Doch noch im selben Jahr ging Gleaves mit Presley nach Deutschland, der dort seinen Militärdienst verrichtete. Mit ihm reiste Gleaves in dieser Zeit auch nach Paris.
Nachdem Gleaves wieder in die Staaten zurückgekehrt war, spielte er 1960 für Liberty Records Long Black Hearse / You and Your Kind ein, das aber wieder ein Misserfolg wurde. Er blieb Presley bis 1972 verbunden, machte selbst aber Karriere im Radio und hatte eine weitere Single-Veröffentlichung.

## Diskografie
- 1957: Love Is My Business / Easy Goin‘ Guy
- 1960: Long Black Hearse / You and Your Kind
- 1961: I'm Still In Love With You / Without Your Love
- 1962: Timber / Hold Back The Dawn (Dore)
- 1963: Little Rosa / The Day The Town Cried
- 1963: Fate, Stole The Wedding Ring / Flight 903
- 1963: The Day the Town Cried / Little Rosa[3]